# Thái Hòa, Lập Thạch
Thái Hòa là một xã thuộc huyện Lập Thạch, tỉnh Vĩnh Phúc, Việt Nam.
Xã có diện tích 7,6 km², dân số năm 2008 là 7.083 người, mật độ dân số đạt 932 người/km².

## Hành chính
Xã Thái Hòa được chia thành 8 thôn.